# Björkesdal
Björkesdal är en bebyggelse i Härryda socken i Härryda kommun i Västra Götalands län. Området avgränsades före 2015 till en småort för att därefter räknas som en del av tätorten Rya.